# Sex & Samfund
Sex & Samfund er en privat og landsdækkende forening med sekretariat og klinik i København. 
Foreningen arbejder for at sikre retten til seksuel trivsel, reproduktiv sundhed  og seksualoplysning som en menneskeret uanset alder, køn, seksuel præference, religion, ægteskabelig og social status både i Danmark og internationalt.
Foreningen blev i 1956 stiftet af lægen Agnete Bræstrup (1909-92) under navnet Foreningen for Familieplanlægning, og den skiftede navn til Foreningen Sex & Samfund i forbindelse med sit 40 års jubilæum. I 2005 skiftede foreningen igen navn til blot at hedde Sex & Samfund.
Foreningen er en ikke-kommerciel forening (NGO) uden religiøs eller partipolitisk tilknytning. Den samarbejder med andre nationale og internationale organisationer, der har beslægtede mål. Sex & Samfund er det officielle danske medlem af IPPF (International Planned Parenthood Federation). 
Sex & Samfund tilbyder anonym rådgivning til unge på Sexlinien for Unge (grundlagt i 1992) samt gratis og anonym rådgivning for borgere i Region Hovedstaden vedrørende prævention, sexsygdomme, graviditet og abort. 
Sex & Samfund varetager hvert år i uge 6 den landsdækkende undervisningkampagne Uge Sex, der støtter undervisere i 0.-10. klasse og på ungdomsuddannelserne i at tilrettelægge og gennemføre tids- og alderssvarende sundheds- og seksualundervisning. 
Formand for foreningens bestyrelse er lektor i antropologi Bjarke Oxlund, som er foreningens femte formand og den første ikke-læge på posten. Han afløste læge og sexologiprofessor Christian Graugaard, som var formand i perioden 2003-2013. Foreningens øvrige formænd har været lægerne Agnete Bræstrup, Mogens Osler og Hanne Risør.

## Sexstarz-sagen
I halvandet år op til februar 2004 udviklede Sex & Samfund i samarbejde med Sundhedsstyrelsen Sexstarz, et computerspil med det formål at "oplyse landets 9. klasser om seksualitet og prævention". Det var planen, at spillet i 60.000 cd-rom-eksemplarer skulle uddeles til alle Danmarks 9.-klasser. Spillet indeholdt et leksikon, som blandt andet havde opslag om dyre- og toiletsex. Sexstarz blev rost af blandt andet Danske Skoleelever, men efter at Indre Mission klagede til daværende indenrigs- og sundhedsminister Lars Løkke Rasmussen med krav om at få spillet destrueret, forbød Løkke to dage inden spillets offentlige udgivelse i februar 2004 cd'en, og han beodrede cd-rommerne destrueret med henvisning til opslagene om "dyresex og sex med urin og afføring". Sex & Samfund foreslog samme måned, at de kunne udgive spillet uden opslagene om blandt andet dyre- og toiletsex, men Løkke afviste forslaget. Der blev stillet spørgsmålstegn ved hans beslutning fra både højre- og venstrefløjspartier i Folketinget, og Løkke blev kaldt i samråd i Folketingets sundhedsudvalg. Den da 63-årige mand Søren Poulsen piratkopierede cd-rommen i 2.000 eksemplarer og uddelte dem til folkeskoler, Danske Skoleelever uddelte cd-rommen på Nytorv i København, og Socialistisk Folkepartis daværende sundhedsordfører, Kamal Qureshi, lagde spillet op på sin hjemmeside, hvor det efter tre dage var blevet downloadet over 100.000 gange. Sexstarz var i juli 2004 blevet downloadet mere end 400.000 gange på internettet, og det var med Sexstarz-sagen, at Sex & Samfund for alvor blev en del af det danske mediebillede.